# Місяць у культурі
Місяць у культурі — використання образу природного супутника планети Земля в культурі. Люди з самого початку своєї появи спостерігають за Місяцем — єдиним природним супутником Землі, який завдяки своєму розміру так само добре видно на небі, як і Сонце. Втім, на відміну від Сонця, Місяць іноді можна спостерігати і вдень. Значення Місяця для людства і Землі вкрай важливе. Учені довели, що Місяць впливає на психіку людини (лунатизм) і тварин, рослинність, врожайність, припливи і відпливи, погоду. Однак про вплив Місяця люди здогадувалися ще з давніх-давен, зокрема, вони спочатку пов'язували з ним місяці як відтинки часу, на які поділяється рік. Недарма в українській мові назви Місяць як природного супутника Землі і місяць як відтинок часу ті самі, тобто однокореневі (скажімо, у російській мові Місяць має іншу назву — Луна). Зважаючи на всі ці факти, образ Місяця не міг не залишити свій вагомий відбиток у культурі. Слід сказати, що значення Місяця для культури, а разом з нею і мистецтва надзвичайно велике. Про це свідчать численні випадки використання образу цього небесного тіла в міфології усіх народів світу, фольклорі, художній літературі, музичному й образотворчому мистецтві, кіно, комп'ютерних іграх тощо. Місяць є символом кохання, романтичності, таємничості.

## Місяць у міфології й фольклорі
Та обставина, що Місяць добре видимий саме вночі, себто доби, коли, за повір'ям стародавніх людей, активізується нечиста сила, і те, що для первісної й стародавньої людини вигляд Місяця був дещо таємничим, породжувало чимало ілюзій, міфів і легенд. Так, у Давній Індії Місяць називали володарем планет. У грецькій міфології була богиня Місяця — Селена (дав.-гр. Selene, selas — сяйво, блиск), дочка Гіперіона й Тейї, сестра Геліоса та Еос. У Біблії в Книзі Буття описується як Бог створив небо і землю, а згодом все інше, зокрема Сонце і Місяць, які в Біблії постають великими світилами: «І вчинив Бог обидва світила великі, світило велике, щоб воно керувало днем, і світило мале, щоб керувало ніччю, також зорі» (Буття 1:16). 

## Місяць у художній літературі

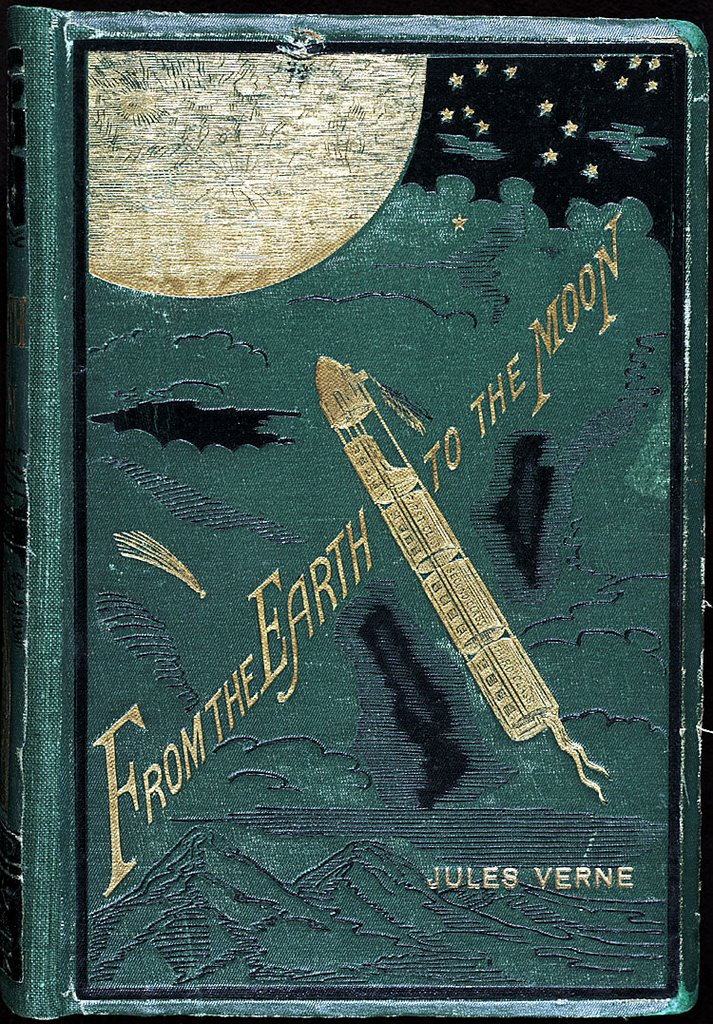
Обкладинка англомовного видання роману Жуля Верна «Із Землі на Місяць»

Образ Місяця неодноразово надихав до написання творів багатьох відомих поетів і письменників. Наприклад:
- Подорож на Місяць — новела давньогрецького письменника Лукіана[3].
- Із Землі на Місяць (фр. De la Terre à la Lune, 1865 р.) — науково-фантастичний роман французького письменника Жуля Верна;Обкладинка англомовного видання роману Жуля Верна «Із Землі на Місяць»
- Навколо Місяця (фр. Autour de la Lune, 1870 р.) — науково-фантастичний роман Жуля Верна. Цей твір продовжує роман «Із Землі на Місяць»;
- Перші люди на Місяці (англ. The First Men in the Moon, 1901 р.) — науково-фантастичний роман британського письменника Герберта Веллса;
- Місячний камінь (англ. The Moonstone, 1868 р.) — роман англійського письменника Вілкі Коллінза[4];
- Незнайко на Місяці (рос. Незнайка на Луне, 1964–1965) — роман-казка Миколи Носова із серії про пригоди Незнайка.

## Місяць у музичному мистецтві
Образ Місяця надихав і надихає музикантів, композиторів. Скажімо, всесвітньовідомою є «Місячна соната» (нім. Mondscheinsonate) Бетховена. Образ Місяця часто постає в народних піснях, зокрема в українських. Наприклад, в українській народній пісні «Чом ти не прийшов?» є такі рядки:
 Чом ти не прийшов,
 Як місяць зійшов?
 Я тебе чекала.
 Чи коня не мав,
 Чи стежки не знав,
 Мати не пускала?

## Місяць в образотворчому мистецтві

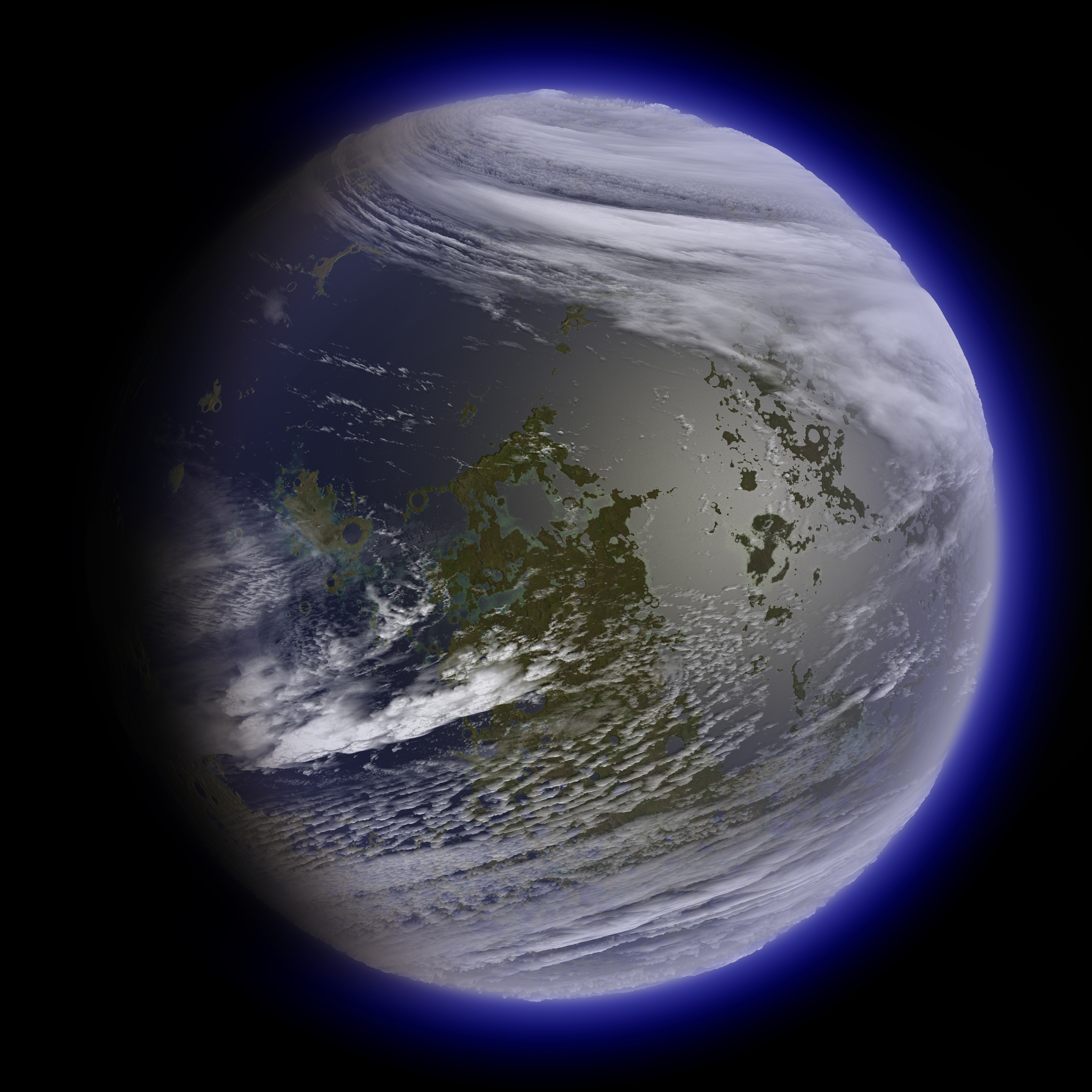
Тераформований Місяць (вигляд з Землі) в уявленні сучасного художника

Місяць як один з найбільших небесних об'єктів на небі, а також його таємничість і романтичність не могли не надихати до творчості художників. Саме тому Місяць фігурує на багатьох картинах, створених видатними митцями. Існує, зокрема, безліч ілюстрацій до художніх творів, у яких події пов'язані з природним супутником Землі.

## Галерея

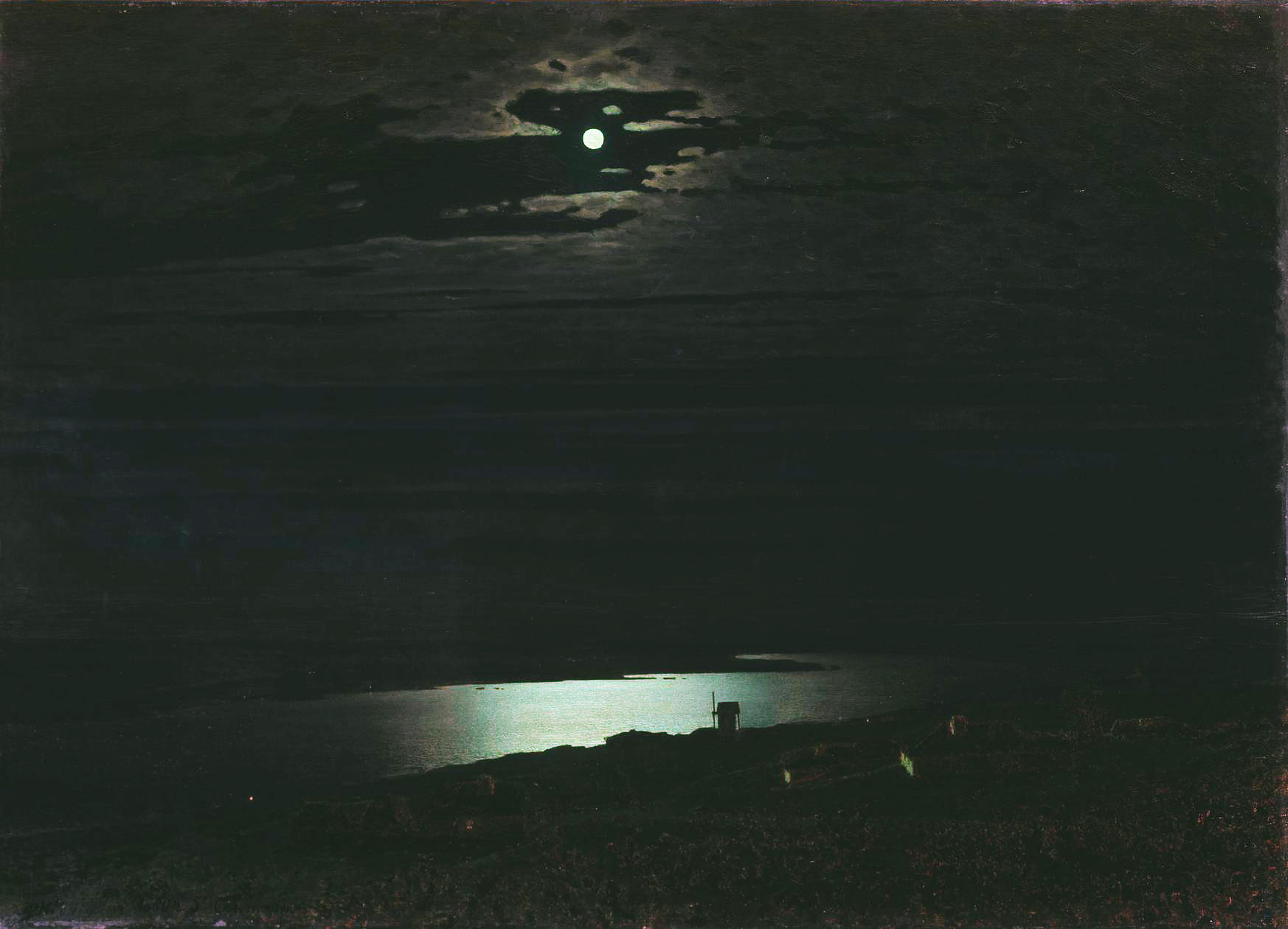
А. І. Куїнджі. «Місячна ніч на Дніпрі» (1880)
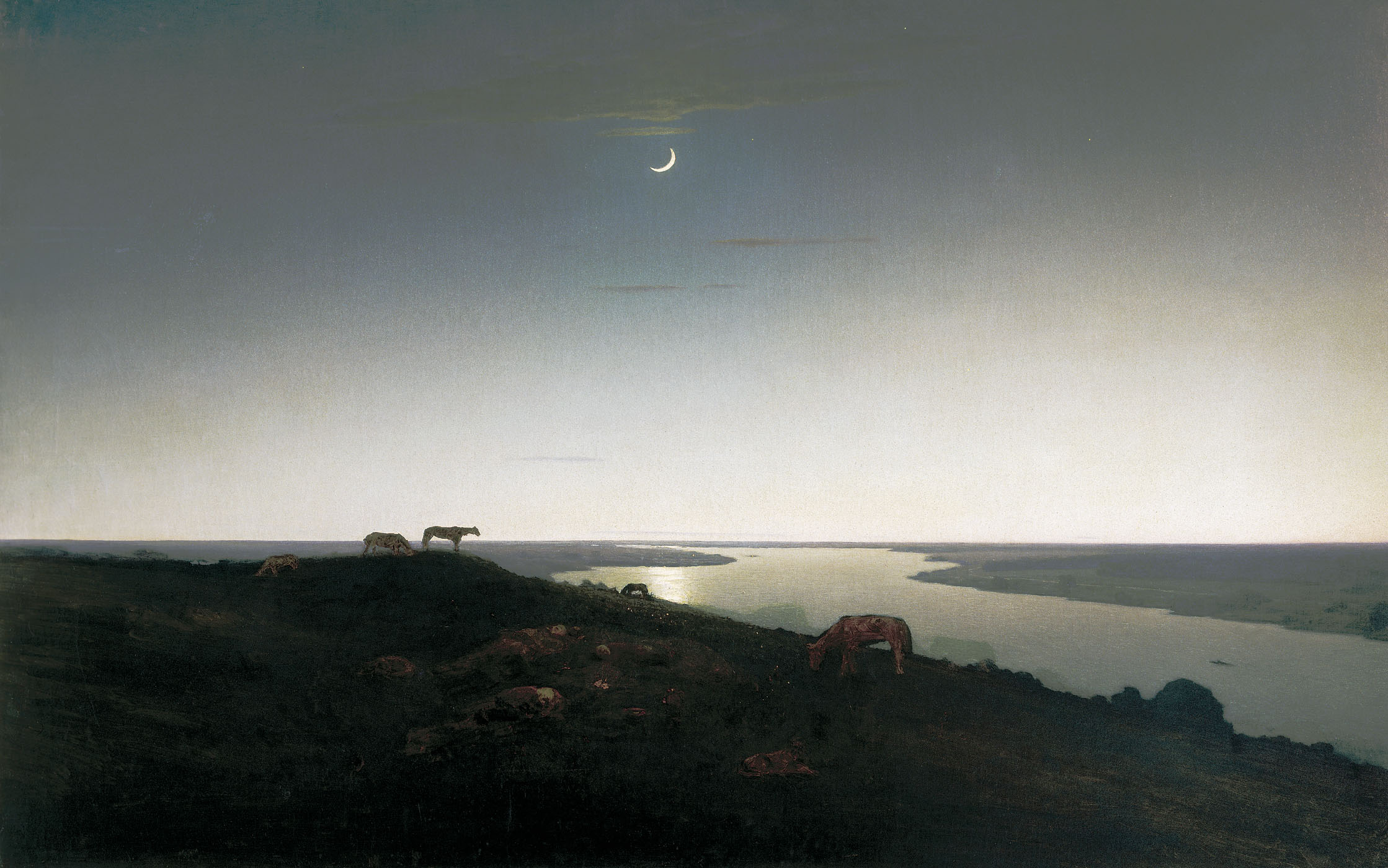
А. І. Куїнджі. «Нічне» (1905—1908)

## Місяць у кінематографії

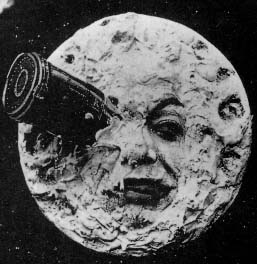
1902 — «Подорож на Місяць»

Місяць багато разів ставав предметом екранізації в документальних, художніх і мультиплікаційних фільмам. Наприклад, найбільш відомі з них:
- 1902 — «Подорож на Місяць» (фр. «Le Voyage Dans La Lune», Франція) — вважають першим науково-фантастичним фільмом в історії кінематографії. Фільм німий.
- 1958 — «З Землі на Місяць» (англ. «From the Earth to the Moon», США).
- 1964 — «Перші люди на місяці» (англ. «The First Men in the Moon», США).
- 1968 — «2001: Космічна одіссея» (англ. «2001: A Space Odyssey», США).
- 1995 — «Аполлон-13» (англ. «Apollo 13», США).
- 1999 — «Остін Паверс: Шпигун, який мене спокусив» (англ. «Austin Powers: The Spy Who Shagged Me», США).
- 2011 — «Трансформери: Темний бік Місяця» (англ. Transformers 3: Dark of the Moon) — фантастичний фільм, США.
- 2011 — «Аполлон 18» (англ. «Apollo 18») — псевдодокументальній фільм жахів, США.

## Місяць у загальній культурі
- Місяць як символ зображено на багатьох прапорах і гербах. Особливо це стосується прапорів мусульманських країн. На їхніх прапорах зображено півмісяць. Наприклад: Алжир  Лівія Туреччина  Туніс  Пакистан та ін.

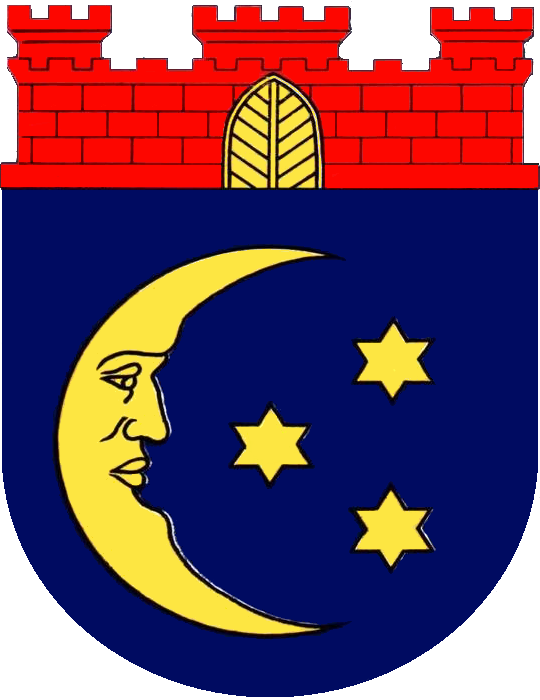
Герб німецького міста Грабов (Ельде) із зображенням півмісяця і трьох зірок

- У хімії й алхімії Місяць — символ срібла. Це зумовлено тим, що Місяць має сріблястий колір.
- Для позначення Місяця як в астрономічній, так і астрологічній літературі використовують два символи: 1) перша чверть ; 2) остання чверть
- Місяць зображено на багатьох поштових марках різних країн світу. Причому, як правило, разом з тими чи іншими космічними апаратами чи станціями, що брали чи беруть участь у дослідженні природного супутника Землі.

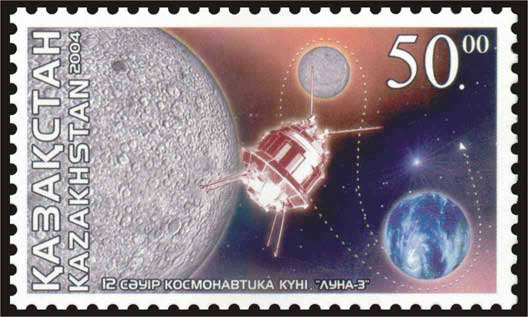
Поштова марка Казахстану, на якій зображено космічну станцію «Луна-3»

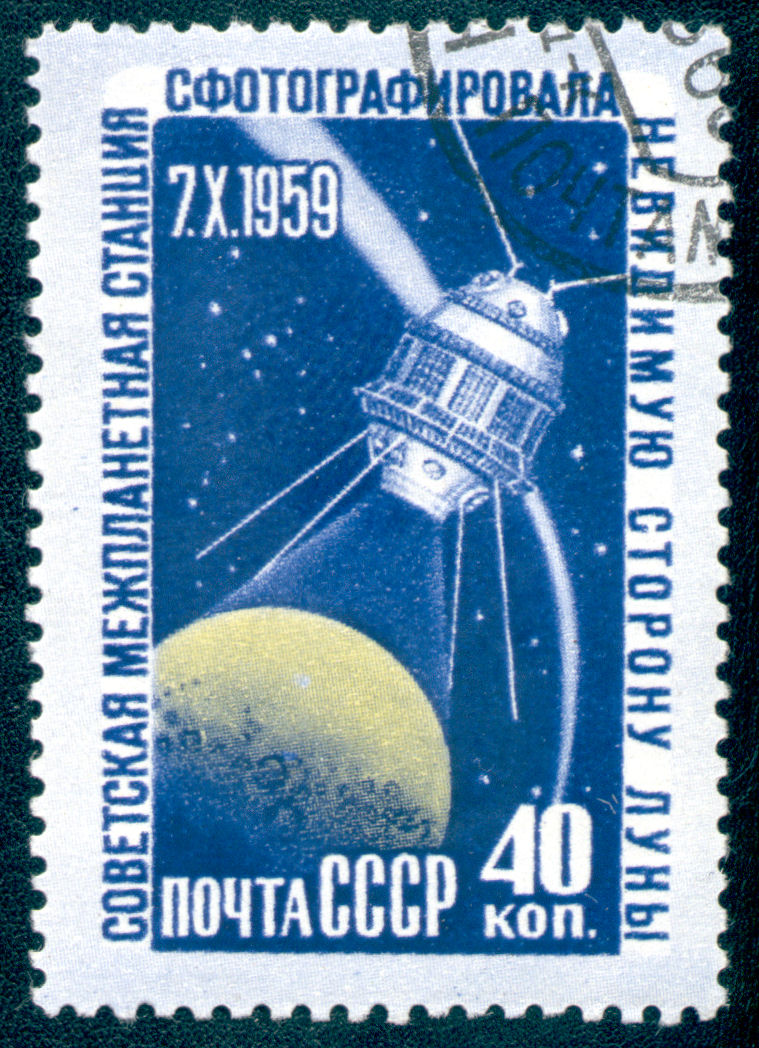
Поштова марка радянських часів